# Carol Smillie

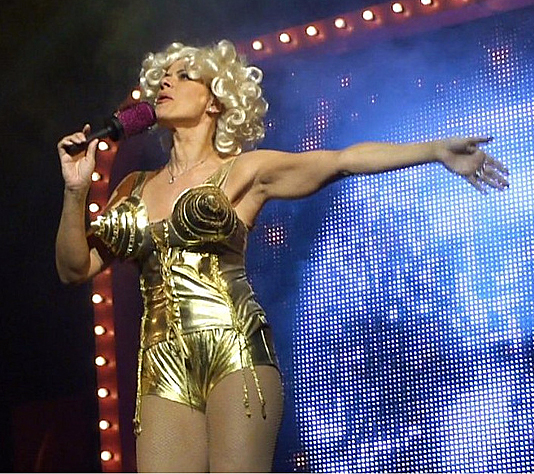
Carol em 2012.

Carol Patricia Smillie (nascida em 23 de dezembro de 1961) é uma atriz e modelo escocesa.